# Studex
Studex, Inc. ist ein US-amerikanisches Unternehmen mit Hauptsitz in Los Angeles, Kalifornien, das sich auf die Produktion und den Vertrieb von Ohrloch-Stechsystemen und Ohrsteckern zum Ohrlochstechen spezialisiert hat.

## Geschichte
Studex Inc. wurde im Jahre 1978 gegründet. Mit  25 Niederlassungen und Vertretungen und ca. 1.000 Mitarbeitern ist das Unternehmen weltweit aktiv. Der europäische Hauptsitz Studex of Europe GmbH befindet sich in Feldkirch in Österreich.

## Marktstellung
Studex ist der weltweit größte Hersteller von Ohrloch-Stechsystemen und sterilen Ohrsteckern zum Ohrlochstechen. Konkurrenten sind u. a. Caflon, Inverness, Blomdahl und Estelle.

## Produkte/Marken
Das Unternehmen Studex produziert und verkauft Ohrloch-Stechsysteme, Ohrstecker zum Ohrlochstechen, Nachfolge-Ohrschmuck und Pflege-Produkte wie z. B. Lotionen.
Das Ohrloch-Stechsystem System75 stellt das Kernprodukt von Studex dar und besteht aus einem Ohrlochstechinstrument und einer Einweg-Kartusche, die einen sterilen Ohrstecker und eine sterile Poussette (Verschluss) enthält. Die Einweg-Kartusche wird vor dem Ohrlochstechvorgang auf das Instrument gesetzt und im Anschluss an den Stechvorgang entsorgt. Beim Stechvorgang durchsticht der Ohrstecker das Ohr und verbindet sich automatisch mit der Poussette.
Der Nachfolge-Ohrschmuck wird unter dem Namen Sensitive by Studex vermarktet. 

## Marketing
Die Wort-/Bildmarke von Studex zeigt einen Frauenkopf mit einem funkelnden Ohrring. Geworben wird mit den Slogans „World's Largest Ear Piercing Manufacturer“ und „The World's Leading Ear Piercing Brand“.
Studex ist ein Business-to-Business-(B2B)-Unternehmen. Es verkauft seine Ohrloch-Stechsysteme und Ohrstecker an den Großhandel und Einzelhandel. Zu den Einzelhändlern zählen Juweliere, Apotheken und Drogerien, Kosmetikstudios und Friseure sowie Piercing- und Tattoo-Studios.